# Ricardo Torres Nava
Ricardo Torres Nava (Nueva Rosita, 23 de diciembre de 1954) es un psicólogo y montañista mexicano, especializado en la escalada en hielo y alta montaña. Es el primer latinoamericano que alcanzó la cima del Monte Everest 8.848 metros de altura y el único varón que logró el Explorers Grand Slam al primer intento.

## Biografía
Actualmente ya no trabaja como guía de montaña, es asistente de profesor de educación especial en preparatoria y tiene su consulta privada principalmente para ayudar y apoyar a la comunidad Latina-Hispana, reside en Houston, escaló las Siete Cumbres en su doble versión que consiste en lograr la cumbre más alta de cada continente. Intentó lograr los Ochomiles, pero abandonó el reto cuando casi pierde la vida tratando llegar a la cima del K2.
En 2020, treinta años después de su hazaña, el Instituto Mexicano de Líderes de Excelencia y la organización pro medioambiente S.O.S Tierra le otorgan el doctorado honoris causa por sus logros.

## Cima del Everest
Tres semanas después del fallido ascenso de Carlos Carsolio y Elsa Ávila, auspiciado por el CONADE y diversos patrocinantes, a 92 metros de la cima y debido a un principio de edema cerebral de altitud de ella, Torres Nava llegó a la cima el 16 de mayo de 1989. Tenía 34 años y no contó con patrocinio alguno, Carsolio ascendió 5 meses después y Ávila 10 años más tarde.
Marchó una semana con el equipo estadounidense de Walter Mc.Conell líder general de la expedición y Scott Fischer líder de escaladores, hasta que se peleó con Fischer y debió subir con dos Sherpas Phu Dorje y Ang Danu, sherpas; los americanos tomaron decisiones equivocadas sin hacer trabajo en equipo y no lograron ascender. Mientras, el mexicano ascendió sin agua ni alimentos porque los olvidó en el campamento, fue fotografiado en la cima con la bandera mexicana y en el descenso falleció uno de sus compañeros nepalís, Phu-Dorje, al caer por la pendiente.

### Legado
La noticia del logro fue conocida inmediatamente en México y Torres Nava, desconocido hasta el momento pero no para la comunidad alpino-montañista, se hizo famoso en todo el país; fue recibido por el presidente Carlos Salinas de Gortari y recibió honores oficiales, además de premios económicos. Su hazaña popularizó la escalada en hielo a toda Latinoamérica y le permitieron ganar en México: el Premio Nacional del Deporte y el Premio Deportista del Siglo XX.
Actualmente critica la comercialización y el ascenso masivo del Everest por escaladores sin experiencia.

## Fallido K2
En 1992 emprendió la peligrosa aventura del K2; la montaña más difícil y mortal del mundo, terminando en una tragedia que lo afectó y limitó sus metas. En el ascenso perdió a uno de sus amigos cercanos, un biólogo llamado Adrían Benítez quien cayó por la pendiente más de 2.500 metros. Posteriormente debió rescatar al neozelandés Gary Ball, quien ya lo había rescatado en el Everest en 1989 y volvió a enfermarse de edema agudo de pulmón aunado a una fuerte infección en K2 y tras esto el sufrido equipo decidió abandonar su meta. Gary Ball perdió la vida en 1993 en el Dhaulagiri I de 8.167 metros de altura.
En 1993 Torres Nava regresó al K2 la montaña de las montañas" o la "montaña asesina e intentó una ruta nueva junto con Vladimir Balyverdin  desde China, lado Norte. pPero en su ascenso casi murió cuando el puente de hielo sobre el que estaba se desplomó. Salvó su vida al lograr saltar por dos segundos y aferrarse contra la pared firme de la grieta, luego de ello jamás volvió a escalar el K2.